# Jarmila Veselá (1956)
Jarmila Veselá (* 4. září 1956) je česká právnička, podnikatelka, bývalá prezidentka komory specialistů pro krizové řízení a insolvenci v České republice, advokátka a konkurzní správkyně.

## Život

### Mládí
Jarmila Veselá se narodila v Příbrami ve Středních Čechách 4. září 1956. Její otec byl kameník, její matka pracovala jako lesní dělnice. V roce 1975 absolvovala gymnázium v Dobříši a nastoupila na právnickou fakultu Univerzity Karlovi v Praze, kde zakončila studium v roce 1979. Následně absolvovala rigorózní zkoušku a získala titul JUDr.

### Kariéra
V roce 1979 nastoupila do funkce podnikové právničky ve společnosti Ferona o.z. jako investiční právnička v Pražských Malešicích. Od roku 1981 pracovala ve státním podniku Tranzitní plynovod, kde působila až do roku 1992. Od roku 1991 do roku 1993 se věnovala komerčně-právní praxi a ještě roku 1993 zahájila praxi advokátní. Kromě advokacie vykonávala Jarmila Veselá funkci konkurzní správkyně. V letech 2002 až 2008 stála v čele Komory pro krizové řízení a insolvenci v České republice.

#### Konkurzní správkyně
Jako konkurzní správkyně zaměřená na správu a provoz podniků v konkursním řízení vedla konkurzy mnoha velkých firem, jako například státního podniku Dýhárna-OREL, Zbrojovky Březnice, Agrostrojírny Rožmitál pod Třemšínem nebo TOS Čelákovice.

## Podnikání
Od roku 1996 se stává členkou představenstva společnosti VP real a.s., společnosti poskytující služby a poradenství v insolvenčních řízeních, firemních akvizicích a revitalizacích průmyslových areálů.

### InsolCentrum
V roce 2009 JUDr. Veselá založila společnost InsolCentrum, které se zabývá výzkumem a vzděláváním v insolvenčních řízeních. Cílem InsolCentra je ukázat veřejnosti jednoduché a srozumitelné informace o insolvencích v ČR.
Jarmila Veselá se účastnila mezinárodních konferencí o insolvenci, rekodifikačních prací na novém insolvenčním zákonu a dalších vzdělávacích akcí. Od účinnosti insolvenčního zákona analyzuje všechna insolvenční řízení. Na základě podrobných dat z insolvenčních řízení je hlavním záměrem zefektivnit fungování celého procesu.
Jarmila Veselá se dlouhodobě vyjadřuje ke stavu insolvencí v České republice.

## Publikační a vzdělávací činnost
V roce 2021 se podílela na vydání knihy INSOLVENCE 2008 - 2020: Data / Názory / Predikce. Podílelo se na ní 20 expertů - právníků, ekonomů, akademiků, sociologů, teoretiků i insolvenčních praktiků pod vedením JUDr. Jarmily Veselé. Kniha popisuje systematicky typy insolvenčních řízení v ČR z pohledu akademického prostředí, soudů, insolvenčních správců, advokacie, bank, měst a obcí i státních věřitelů. Knihu vydala Stálá konference českého práva.

## Pincovi vs. Česká republika
Jako advokátka dosáhla jedno z prvních vítězství u Evropského soudu pro lidská práva ve Štrasburku v kauze Pincovi proti České republice.